# Tom Washington

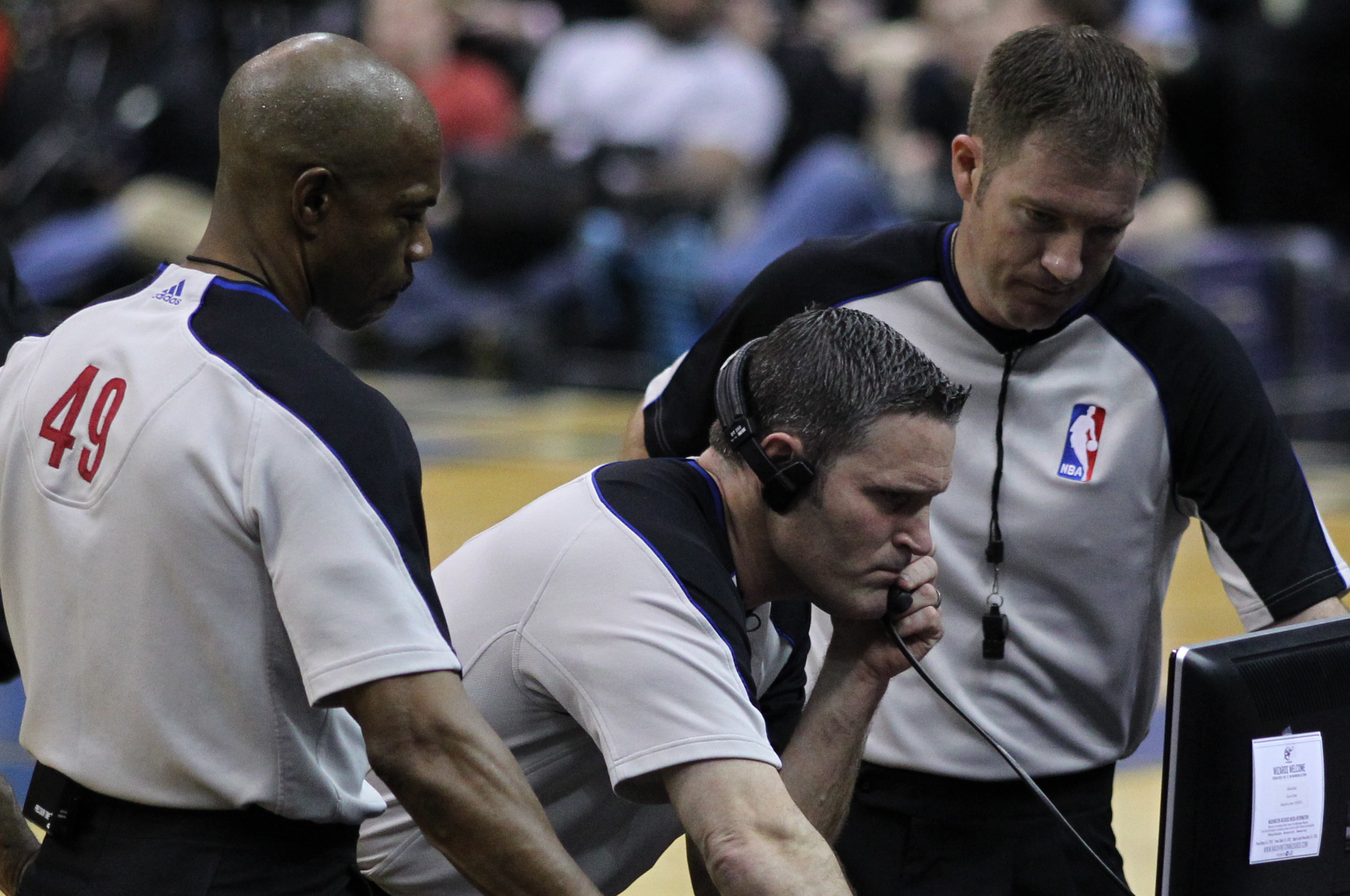
Tom Washington (links) mit Monty McCutchen (Mitte) und Brent Barnaky (rechts) im März 2011

Tom Washington (* 25. Dezember 1957 in Fort Smith, Arkansas) ist ein US-amerikanischer Schiedsrichter im Basketball, der seit dem Jahr 1991 in der NBA tätig ist. Er trägt die Uniform mit der Nummer 49.

## Karriere

### National Basketball Association
Washington begann im Jahr 1991 seine NBA-Schiedsrichterlaufbahn beim Spiel der New Jersey Nets gegen die Detroit Pistons.

### Continental Basketball Association
Zudem arbeitete er für zwei Jahre als Schiedsrichter in der Continental Basketball Association.

### College-Basketball
Parallel arbeitete er auch für ein Jahr als College-Basketballschiedsrichter.